# Murat (Iran)
Pour les articles homonymes, voir Murat.
Murat (persan : مورت) est un village d’Iran situé dans la province de Lorestan, au sud-ouest de Téhéran. Le recensement, réalisé en 2006, y comptait une cinquantaine d’habitants répartis en cinq familles.